# Javad Nekounam
Javad Nekounam (persiska: جواد نکونام), född den 7 september 1980 i Teheran, är en iransk före detta fotbollsspelare som för närvarande assisterande förbundskapten för Irans herrlandslag.
Nekounam började sin karriär i det iranska fotbollslaget Pas Teheran. 2005 bytte han klubb till FC Al-Wahda i Förenade Arabemiraten, detta på grund av bättre ekonomiska tillgångar där. I januari 2006 bytte han till FC Sharjah, även det laget spelade i Förenade Arabemiraten. Efter att ha gjort bra ifrån sig under VM 2006 i Tyskland för det iranska landslaget, fick flera klubbar upp ögonen för den hårdskjutande mittfältaren från Iran. Men det var till slut spanska La Liga-laget Osasuna som lyckades knyta till sig Nekounam.